# Мілле Петроцца
Міланд « Мілле » Петроцца (нар. 18 грудня 1967) - німецький гітарист і співак італійського походження. Він найбільш відомий, як вокаліст і ритм-гітарист треш-метал гурту Kreator, заснованої в 1982 році в Ессені.
У 1994 році він грав на гітарі в метал-групі Voodoocult, разом з Дейвом Ломбардо з Slayer і Чаком Шульдінером з Death.
В 2004 році Петроцца виконав вокальні партії в альтернативній версії пісні «Mysteria» гурту Edguy з альбому Hellfire Club. Також на фестивалі Wacken 2012 Мілле виступив з гуртом Volbeat як гостьовий вокаліст, виконавши пісню «7 Shots».
Міланд має велику колекцію гітар, у тому числі Jackson King V та Randy Rhoads , ESP V, на якій він зазвичай грає на концертах. Також він має іменну модель гітари X Series Jackson Mille Phobia King V . На концертах періоду 1994-2000 років грав на Gibson Les Paul.
Петроцца - веган, але вважає, що його спосіб життя – це особистий вибір, «я не хочу проповідувати свій спосіб життя іншим».

## Дискографія
Kreator
- Endless Pain (1985)
- Pleasure to Kill (1986)
- Terrible Certainty (1987)
- Extreme Aggression (1989)
- Coma of Souls (1990)
- Renewal (1992)
- Cause for Conflict (1995)
- Outcast (1997)
- Endorama (1999)
- Violent Revolution (2001)
- Enemy of God (2005)
- Hordes of Chaos (2009)
- Phantom Antichrist (2012)
- Gods of Violence (2017)
- Hate Über Alles (2022)

Voodoocult
- Jesus Killing Machine (1994)

Edguy
- Hellfire Club (2004)

Lacrimosa
- Revolution (2012)

Avantasia
- Moonglow (2019)